# Dyson-Reihe
Die Dyson-Reihe ist eine nach Freeman Dyson benannte Reihe, welche in der zeitabhängigen Störungstheorie in der Quantenmechanik sowie in der Quantenelektrodynamik auftritt.
In der Quantenelektrodynamik ist die Reihe divergent, führt aber zu Ergebnissen, die gut mit dem Experiment übereinstimmen, wenn sie nach endlich vielen Gliedern abgebrochen wird.

## Wellenfunktionsdarstellung
Im Wechselwirkungsbild der Quantenmechanik spaltet man den Hamiltonoperator {\displaystyle H} in einen ungestörten Teil {\displaystyle H_{0}} und einen Wechselwirkungsterm {\displaystyle V} auf: {\displaystyle H=H_{0}+V}.
Das Wechselwirkungsbild (Index {\displaystyle {\text{I}}} für engl. interaction) hängt mit dem Schrödingerbild (ohne Index) wie folgt zusammen:
- Zustände: {\displaystyle \psi _{\text{I}}(t):=e^{\mathrm {i} H_{0}t/\hbar }\;\psi (t)}
- Störoperator: {\displaystyle V_{\text{I}}(t):=e^{\mathrm {i} H_{0}t/\hbar }\;V(t)\;e^{-\mathrm {i} H_{0}t/\hbar }}

Leitet man nun die Definitionsgleichung für {\displaystyle \psi _{\text{I}}(t)} nach der Zeit {\displaystyle t} ab und setzt die Schrödingergleichung ein, so ergibt sich für die Zeitentwicklungsgleichung:
{\displaystyle \mathrm {i} \hbar {\frac {\partial }{\partial t}}\psi _{\text{I}}(t)=V_{\text{I}}(t)\psi _{\text{I}}(t)\;\;.}
Eine Zeitintegration ergibt die Integralgleichung:
{\displaystyle \psi _{\text{I}}(t)=\psi _{\text{I}}(t_{0})+{\frac {1}{\mathrm {i} \hbar }}\int _{t_{0}}^{t}\mathrm {d} t_{1}\,V_{\text{I}}(t_{1})\,\psi _{\text{I}}(t_{1})\;\;.}
Dies kann als Rekursionsgleichung für {\displaystyle \psi _{\text{I}}(t)} gelesen werden. Iteratives Einsetzen von {\displaystyle \psi _{\text{I}}(t_{(n)})} liefert:
{\displaystyle \psi _{\text{I}}(t)=\psi _{\text{I}}(t_{0})+{\frac {1}{\mathrm {i} \hbar }}\int _{t_{0}}^{t}\mathrm {d} t_{1}\,V_{\text{I}}(t_{1})\,\psi _{\text{I}}(t_{0})+{\frac {1}{(\mathrm {i} \hbar )^{2}}}\int _{t_{0}}^{t}\mathrm {d} t_{1}\int _{t_{0}}^{t_{1}}\mathrm {d} t_{2}\,V_{\text{I}}(t_{1})\,V_{\text{I}}(t_{2})\,\psi _{\text{I}}(t_{0})+\ldots \;\;.}
Im Allgemeinen kommutieren {\displaystyle V_{\text{I}}(t_{1})} und {\displaystyle V_{\text{I}}(t_{2})} nicht, {\displaystyle [V_{\text{I}}(t_{1}),V_{\text{I}}(t_{2})]\neq 0}.
Deshalb ist die Zeitordnung {\displaystyle t_{0}\leq t_{1}\leq t_{2}\leq t} im Integrationsgebiet wichtig.
Aufgrund der Symmetrie des Integranden ist es dennoch möglich, alle Integrale stattdessen von {\displaystyle t_{0}} bis {\displaystyle t} laufen zu lassen.
Dann muss allerdings der Integrand nachträglich zeitgeordnet werden und der n-te Summand um den Faktor {\displaystyle 1/n!} korrigiert werden ({\displaystyle {\mathcal {T}}} steht für den Zeitordnungsoperator):
{\displaystyle \psi _{\text{I}}(t)=\psi _{\text{I}}(t_{0})+{\frac {1}{\mathrm {i} \hbar }}\int _{t_{0}}^{t}\mathrm {d} t_{1}\,V_{\text{I}}(t_{1})\,\psi _{\text{I}}(t_{0})+{\frac {1}{(\mathrm {i} \hbar )^{2}}}{\frac {1}{2!}}\int _{t_{0}}^{t}\mathrm {d} t_{1}\int _{t_{0}}^{t}\mathrm {d} t_{2}\,{\mathcal {T}}\,V_{\text{I}}(t_{1})\,V_{\text{I}}(t_{2})\,\psi _{\text{I}}(t_{0})+\ldots \;\;.}
Dies ist die Dyson-Reihe für Wellenfunktionen:
{\displaystyle \psi _{\text{I}}(t)=\sum _{n=0}^{\infty }{\frac {1}{(\mathrm {i} \hbar )^{n}}}{\frac {1}{n!}}\int _{t_{0}}^{t}\mathrm {d} t_{1}\int _{t_{0}}^{t}\mathrm {d} t_{2}\cdots \int _{t_{0}}^{t}\mathrm {d} t_{n}\,{\mathcal {T}}\,\left(\prod _{k=1}^{n}V_{\text{I}}(t_{k})\right)\psi _{\text{I}}(t_{0})\;\;.}
Für die Störungstheorie nützlich sind weiterhin die Überlappelemente:
{\displaystyle \langle \psi (t)\mid \psi (t_{0})\rangle =\sum _{n=0}^{\infty }{\frac {1}{(\mathrm {i} \hbar )^{n}}}\underbrace {\int \mathrm {d} t_{1}\cdots \mathrm {d} t_{n}} _{t\geq t_{1}\geq \cdots \geq t_{n}\geq t_{0}}\,\langle \psi (t)|e^{-\mathrm {i} H_{0}(t-t_{1})}Ve^{-\mathrm {i} H_{0}(t_{1}-t_{2})}\cdots Ve^{-\mathrm {i} H_{0}(t_{n}-t_{0})}|\psi (t_{0})\rangle \;.}
Aufgrund obiger Definition von {\displaystyle \psi _{\text{I}}(t)} sind die Skalarprodukte im Wechselwirkungsbild und Schrödingerbild identisch.

## Operatordarstellung
Es ist auch möglich, die Dyson-Reihe direkt mit dem Zeitentwicklungsoperator {\displaystyle U} zu entwickeln, ohne Wellenfunktionen explizit zu verwenden.
{\displaystyle U} wird auch Propagator – oder in diesem Zusammenhang auch Dyson-Operator – genannt.
Per Definition liefert der Zeitentwicklungsoperator {\displaystyle U(t,t_{0})} angewandt auf eine Wellenfunktion zur Zeit {\displaystyle t_{0}} die Wellenfunktion zur Zeit {\displaystyle t}:
{\displaystyle \psi _{\text{I}}(t)=U_{\text{I}}(t,t_{0})\psi _{\text{I}}(t_{0})}
Setzt man dies in die obige Zeitentwicklungsgleichung ein, erhält man unter der Annahme, dies gelte für jede Wellenfunktion {\displaystyle \psi }:
{\displaystyle \mathrm {i} \hbar {\frac {\partial }{\partial t}}U_{\text{I}}(t,t_{0})=V_{\text{I}}(t)U_{\text{I}}(t,t_{0})\;\;.}
Durch formale Integration erhält man dann analog zu oben eine Rekursionsgleichung:
{\displaystyle U_{\text{I}}(t,t_{0})=1+{\frac {1}{\mathrm {i} \hbar }}\int _{t_{0}}^{t}\mathrm {d} t_{1}\,V_{\text{I}}(t_{1})\,U_{\text{I}}(t_{1},t_{0})\;\;.}
Dies führt mit einer analogen Herleitung (siehe Artikel zur zeitabhängigen Störungstheorie) zur Dyson-Reihe für den Zeitentwicklungsoperator:
{\displaystyle U_{\text{I}}(t,t_{0})={\mathcal {T}}\,e^{{\frac {1}{\mathrm {i} \hbar }}\int _{t_{0}}^{t}V_{\text{I}}(t_{1})\,\mathrm {d} t_{1}}.}
Im Schrödingerbild gilt entsprechend:
{\displaystyle U(t,t_{0})={\mathcal {T}}\,e^{{\frac {1}{\mathrm {i} \hbar }}\int _{t_{0}}^{t}H(t_{1})\,\mathrm {d} t_{1}}.}